# ケネス・クレイボーン・ロイヤル
ケネス・クレイボーン・ロイヤル（英語：Kenneth Claiborne Royall、1894年7月24日 - 1971年5月25日）は、アメリカ合衆国の政治家、陸軍軍人。最終階級は准将、トルーマン政権で陸軍長官を務めた。

## 生い立ちと初期の経歴
1894年7月24日にノースカロライナ州ゴールズボロに誕生し、ノースカロライナ大学を卒業した。大学在学中はデルタ・カッパ・エプシロンに所属した。ロイヤルは1916年にノースカロライナ州で弁護士の認可を受ける。1917年にハーバード・ロー・スクールを卒業した。
第一次世界大戦中、ロイヤルはアメリカ海外派遣軍の一員としてフランスへ派遣され、1918年から1919年まで第317野砲兵連隊で少尉として任務に当たった。ロイヤルは1921年にノースカロライナ州兵大尉に任命され、州軍の野砲兵中隊長を務める。
ロイヤルは第一次世界大戦後、ノースカロライナ州ゴールズバラと同州ローリーにおいて弁護士業を開業した。ロイヤルは1927年にノースカロライナ州上院議員を務めた。ロイヤルは1929年から1930年にかけてノースカロライナ州弁護士協会の会長を務めた。ロイヤルは1940年にノースカロライナ州の大統領選挙人を務めた。

## 陸軍省での活動
アメリカが第二次世界大戦に参戦して間もなく1942年にロイヤルは陸軍大佐に任命された。ロイヤルは陸軍省内で法務課長を務め、続いて会計部長、補給部長を務めた。
1942年に8人のナチス党員がニューヨーク州のロングアイランドに上陸した。彼らは速やかに拘束され、7月2日に秘密裏の軍事裁判にかけられた。フランクリン・ルーズベルト大統領は彼らの弁護人としてロイヤルを指名したが、ルーズベルトはまともな弁護をして欲しいと考えておらず、ロイヤルに対して法廷に出ないよう命令した。ロイヤルはこの命令に対し、文書で「任意の人物を対象に秘密裁判を開廷する権限を大統領閣下は保持していない。私はそう考えています。私は閣下が先の命令を撤回してくれることを望みます。」と返答した。だがルーズベルト大統領はロイヤルのこの要望を拒否した。軍事裁判では8人のうち6人に対して死刑、2人に対して懲役刑が言い渡された。ロイヤルは秘密裁判による審理結果は違憲であると主張し、連邦地方裁判所に控訴した。
連邦地方裁判所は、ロイヤルの控訴を棄却した。ロイヤルは自身の法律事務所の弁護士らと共に、連邦最高裁判所に上告した。7月31日に連邦最高裁判所は要旨のみを発表してロイヤルの意見書を棄却し、大統領による秘密裁判の死刑判決結果を支持した。6人の死刑は8月8日に執行され、残り2人は刑務所に収監された。だがロイヤルは秘密裁判の合憲性についての確認を、引き続き連邦最高裁判所に求めた。連邦最高裁判所は1942年10月29日に審理の全文を公開した。
ロイヤルはその後准将に昇進し、陸軍補給軍の会計副局長を務めた。ロイヤルは1945年4月に陸軍長官特別補佐官に就任、1945年11月9日に陸軍次官に昇任、1947年7月19日に陸軍長官に昇任した。1947年9月17日に国家安全保障法が施行され、陸軍が国防総省の傘下に収まった後も、ロイヤルは新陸軍省で引き続き長官職を務め、1949年4月29日に陸軍長官を退任した。
陸軍長官在任時の1948年1月6日に日本の過度の弱体化を指向するGHQの占領政策を批判し、日本の経済復興を優先すべきであると訴え、「日本を極東における全体主義（共産主義）に対する防壁にする」と演説を行なう。この演説はジャパン・ロビーで立案が進められていた占領政策の転換（逆コース）を公にしたものとして、よく知られている。

## 晩年
1949年12月にニューヨーク市内で著名な法律事務所ドワイト・ハリス・コーゲル・アンド・ケイスキーの共同経営者に参画した。ロイヤルは1958年に同社の社長となった。同社はその後ロジャース・アンド・ウェルズと改名され、続いてクリフォード・チャンス・ロジャース・アンド・ウェルズと改名された。その後同社は、イギリスのクリフォード・チャンス社に吸収合併された。
1971年5月25日にノースカロライナ州ダーラムにおいて死去した。ロイヤルの遺体はゴールズバラ市内のウィロウ・デイル墓地に埋葬された。

## 家族
1917年にマーガレット・ベスト（Margaret Best）と結婚した。息子のケネス・クレイボーン・ロイヤル（Kenneth Claiborne Royall）はノースカロライナ州下院議員及び同上院議員を務めた。